# 孙逢春
孙逢春（1958年6月6日—），男，湖南临澧人，中国车辆电动化专家，中国工程院院士。

## 生平
1981年毕业于湖南大学应用力学专业。1989年获北京理工大学工学博士学位。2017年当选为中国工程院院士。